# Elsah
Elsah és una població dels Estats Units a l'estat d'Illinois. Segons el cens del tenia 641 habitants.

## Demografia
Segons el cens del 2000, Elsah tenia 635 habitants, 69 habitatges, i 40 famílies. La densitat de població era de 231,3 habitants/km².
Dels 69 habitatges en un 23,2% hi vivien nens de menys de 18 anys, en un 49,3% hi vivien parelles casades, en un 8,7% dones solteres, i en un 40,6% no eren unitats familiars. En el 40,6% dels habitatges hi vivien persones soles el 13% de les quals corresponia a persones de 65 anys o més que vivien soles. El nombre mitjà de persones vivint en cada habitatge era de 2,04 i el nombre mitjà de persones que vivien en cada família era de 2,71.
Per edats la població es repartia de la següent manera: un 4,6% tenia menys de 18 anys, un 77% entre 18 i 24, un 6,3% entre 25 i 44, un 8% de 45 a 60 i un 4,1% 65 anys o més.
L'edat mediana era de 21 anys. Per cada 100 dones de 18 o més anys hi havia 83,6 homes.
La renda mediana per habitatge era de 57.083 $ i la renda mediana per família de 60.000 $. Els homes tenien una renda mediana de 47.500 $ mentre que les dones 26.964 $. La renda per capita de la població era de 13.154 $. Cap de les famílies estaven per davall del llindar de pobresa.

## Poblacions més properes
El següent diagrama mostra les poblacions més properes.